# ディズニー・ワンダー
ディズニー・ワンダーは、ディズニー・クルーズ・ラインが運航しているクルーズ客船。

## 概要
大人や子供、そして家族向けにと、あらゆる年代の人たちが船旅を楽しめるように作られた巨大クルーズ客船。船内設備は、まるで海を走るディズニーランドのよう。

## 同船型
- 1番船「ディズニー・マジック」
  - 就航 - 1998年